# Quecksilber(II)-nitrat
Quecksilber(II)-nitrat ist das Salz des zweiwertigen Quecksilbers der Salpetersäure und hat die chemische Summenformel Hg(NO3)2. Es gehört zur Stoffklasse der Nitrate.

## Herstellung
Lösungen von Quecksilber(II)-nitrat lassen sich durch Reaktion von elementarem Quecksilber mit heißer, konzentrierter Salpetersäure herstellen. Damit es nicht zur Ausfällung von Hydrolyseprodukten kommt, muss die Lösung sauer gehalten werden. Beim Eindampfen entstehen Kristalle des Octahydrats Hg(NO3)2·8 H2O.
{\displaystyle \mathrm {3\ Hg+8\ HNO_{3}\longrightarrow 3\ Hg(NO_{3})_{2}+2\ NO+4\ H_{2}O} }
Es kann auch durch Reaktion von Quecksilber(I)-nitrat mit Salpetersäure gewonnen werden.
{\displaystyle \mathrm {Hg_{2}(NO_{3})_{2}+4\ HNO_{3}\longrightarrow 2\ Hg(NO_{3})_{2}+2\ NO_{2}+2\ H_{2}O} }

## Eigenschaften
Quecksilber(II)-nitrat bildet weiße Kristalle mit einem Schmelzpunkt von 79 °C. Im Handel ist es zumeist als Monohydrat erhältlich. Daneben existieren auch ein Octahydrat und ein Hemihydrat. Mit neutralen Chloritlösungen reagiert es zu Quecksilber(II)-chlorit.

## Verwendung
Quecksilber(II)-nitrat wurde früher in der Herstellung von Filzhüten und zur Behandlung von Fellen verwendet. Über die aus Waschvorgängen anfallenden Fabrikationsabwässer gelangte es dabei oft in die Umwelt. Aufgrund seiner hohen Giftigkeit und Umweltschädlichkeit wird es heute nicht mehr für diese Zwecke verwendet. Es wurde früher ebenfalls als Insektizid gegen Phylloxera verwendet.
Heute wird es für Oxymercuration, Amidomercuration und ähnliche Reaktionen zur Herstellung anderer Quecksilberverbindungen eingesetzt.

## Sicherheitshinweise
Als wasserlösliches Quecksilbersalz wird Quecksilber(II)-nitrat beim Verschlucken schnell resorbiert und ist daher als sehr giftig eingestuft. Selbst bei geringem Kontakt, Einatmen des Staubes oder Hautberührung wird sofort medizinische Hilfe benötigt. Im Körper zeigt es kumulative Eigenschaften.
Quecksilbernitrat ist sehr schädlich für das biologische Gleichgewicht in Gewässern. Daher darf es nicht in die Umwelt gelangen.
Wie viele anorganische Nitrate ist auch Quecksilbernitrat ein Oxidationsmittel. Es kann daher in Kontakt mit brennbaren, organischen Stoffen, zum Beispiel Kohlenwasserstoffen, Alkohol, aber auch mit Reduktionsmitteln heftig oder gar explosiv reagieren.